# Kong Frederik VIII's Ankomst til Berlin
Kong Frederik VIII's Ankomst til Berlin er en dansk dokumentarisk optagelse fra 1907 foretaget af Peter Elfelt.

## Handling
Parade foran Brandenburger Tor i anledning af Frederik 8.'s ankomst til Berlin. De kongelige ankommer i hestevogn. Brandenburger Tor er udsmykket med danske flag.